# Дитя тьмы, дитя света
«Дитя тьмы, дитя света» (англ. Child of Darkness, Child of Light) — фильм ужасов 1991 года режиссёра Марины Сэрженти. Фильм снят по роману «Virgin» Джеймса Паттерсона и вышел 1 мая 1991 года.

## Сюжет
Молодому католическому священнику приказано отправиться расследовать два отдельных сообщения о непорочных зачатиях. Как ожидается согласно легендам, в одном случае должен родиться ребёнка от Бога, а в другом от дьявола. Однозначных указаний на то, где «чей» ребёнок, нет и священник должен выяснить, которое из них — дитя света, а где следует остановить зло в лице антихриста.

## В ролях
- Энтони Джон Денисон — отец О’Кэрролл
- Брэд Дэвис — доктор Финни
- Пэкстон Уайтхид — отец Розетти
- Клодит Невинс — Ленор Бивер
- Сидни Пенни — Маргарет Галлахер
- Кристин Даттило — Кэтлин Бивер
- Алан Оппенгеймер — Джордж Бивер
- Эрик Кристмас — отец Франческа
- Ричард Мак-Кензи — отец Джуарини
- Вивица Линдфорс — Ида Уолш
- Сила Уорд — сестра Энни
- Джош Лукас — Джон Л. Джордан третий
- Джон ДеМита — ватиканский священник
- Марк Тассони — Майкл Шиди
- Питер Холден — сообщник Майкла
- Патрик Майкл Райан — сообщник Майкла
- Вана О’Брайен — миссис Галлахер
- Мишель Гатри — Джинни
- Брендан Фрэйзер — друг Джона
- Джои Иви — Джош
- Бетти Мойер — первая женщина на рыбном рынке
- Барбара Ирвин — вторая женщина на рыбном рынке
- Мэри Марш — сестра Доминика
- Лэнс Роузин — священник
- Хэнк Картрайт — тренер
- Марк Аллен — отец Милсэп
- Ричард Уилтшир — доктор Беккер
- Карен Трамбо — первая сиделка
- Джули Эмери — ведущая
- Расс Фаст — доктор Питерс
- Эл Стробел — доктор Севиль
- Линдси Смит-Сэндс — маленькая девочка
- Стивен Кларк Пэчоса — водитель в аварии

## Дополнительная информация
В разных странах фильм показывался под различными названиями:
- Франция: «Darkness» («Тьма», на видео)
- Германия: «Das Kind des Satans» («Ребёнок сатаны»)
- Италия: «Figlio delle tenebre» («Ребёнок тьмы»)
- Финляндия: «Pimeyden lapsi, valon lapsi» («Дитя тьмы, дитя света»)